# Брезици (Добој)
Брезици су насељено место у граду Добој, Република Српска, БиХ.

## Географија
Брезици су ваздушна бања на планини Озрен, на надморској висини од 740 m. Захваљујући оваквом природном амбијенту овде расте више 15 врста лековитих трава и ендемичног дрвећа. Овај предео карактеришу пространи пропланци, бујни пашњаци, чисти планински потоци. Од Добоја су удаљени 20 km.

## Клима
На климатске услове који владају на овим просторима највише утиче сјеверни перипанонски дио, који припада умјерено–континенталном панонском појасу, а то значи да су лета топла а зиме оштре и хладне, док просечна годишња температура износи 10 °C. Падавине су углавном распоређене, а најинтезивније су у периоду мај—јуни. Просечно остварена количина падавина креће се од 1.000—1.100 mm/m².
Климатски квалитет брезичког платоа посебно долази до изражаја код бронхијалних обољења, астме, кардиоваскуларних обољења и дијабетеса.

## Туризам
На брезичком платоу постоје и смештајни капацитети за боравак туриста. У првом реду ту је пансион „Живковић“ са еко-школом и практичном школом пчеларства, као и неколико викендица за изнајмљивање.

## Становништво
| Националност       | 1991. | 1981. | 1971. | 1961. |
| Срби               | 97    | 167   | 226   |       |
| Југословени        | 6     | 15    | 0     |       |
| остали и непознато | 0     | 0     | 0     |       |
| Укупно             | 103   | 182   | 226   | '     |

| Демографија | Демографија | Демографија |
| Година      | Становника  | Становника  |
| ----------- | ----------- | ----------- |
| 1961.       | 226         |             |
| 1971.       | 226         |             |
| 1981.       | 182         |             |
| 1991.       | 103         |             |